# Callyspongia aculeata
Callyspongia (Cladochalina) aculeata es una especie de Porifera (esponja), de la familia Callyspongiidae .
Esta especie es frecuentemente colonizada por Parazoanthus parasiticus, una anémona colonial, y Ophiothrix suensonii, un ofiuroideo. Se alimenta de plancton y detritos. El color de C. aculeata es variable, desde rojo a naranja, lavanda a gris parduzco, gris verdoso y, a veces, bronceado claro.

## Rasgos característicos
Callyspongia aculeata suele tener un patrón de crecimiento tubular, aunque la magnitud de la corriente afecta su forma de crecimiento. Los morfotipos dominantes son los tubulares alargados y los tubulares vaciformes. Esta esponja tiene tubos muy elásticos que varían en longitud y se pueden estar solos o con otros tubos. La esponja es áspera con sus pozos irregulares y protuberancias que cubren su superficie. La especie se encuentra en superficies duras, generalmente mesetas de arrecifes y laderas de arrecifes profundos.

## Distribución
Callyspongia aculeata es encontrada en la zona del Caribe, Florida, Bermudas y Bahamas. Crece a una temperatura de 20° a 24 °C. Hay 34 especies de esponjas que viven en abundancia en el mar Caribe y el Golfo de México. También se ha visto a Callyspongia aculeata viviendo entre Tubastraea de naturaleza competitiva en la costa de Ceará.
Callyspongia es un género relativamente nuevo para la ciencia, pero dentro de un estudio que detalla los ecosistemas coralinos mesofóticos cubanos se recopilaron datos de dos especies de Callyspongia. El género Callyspongia crece en arrecifes someros con alta diversidad bentónica. 
Ophiothrix lineata puede ocupar el mismo hábitat que Callyspongia vaginalis, una especie dentro del género Callyspongia. Además, se ha descubierto que los anfípodos tienen un alto flujo de genes en el área del arrecife de Florida porque los anfípodos Leucothoe kensleyi y Leucothoe ashleyae ocupan la esponja huésped.

## Rol ecológico
Se ha encontrado que Callyspongia tiene una gran riqueza de interacción entre huésped y huésped entre los arrecifes tropicales en el Caribe y el Golfo de México. Sin embargo, se han realizado pocas investigaciones sobre la identidad taxonómica de la fauna habitante dentro de estas interacciones. Las especies que habitan esponjas tienen una interacción compleja con Callyspongia, ya que se ha expresado interés en estudiar más enfoques de modelado de nichos.
Como Callyspongia vaginalis puede ser el huésped de los anfípodos y los ofiuroideos, existe un alto flujo de genes para los ofiuroideos y los anfípodos en la costa del sistema de arrecifes de Florida. El lugar donde se encuentra Callyspongia influye en esto y en la conectividad genética de la especie.

## Morfología
La esponja puede quedar unida a través de la anastomosis. Los poríferos son suspensívoros, lo que significa que pueden filtrar plancton y otros microorganismos a través de su ósculo. Los poríferos contienen coanocitos, pinacocitos y arqueocitos. La estructura del coanocito, que es un flagelo singular rodeado de microvellosidades, es una característica de la mayoría de los poríferos que permite la entrada de agua. Este sistema de canales, sin embargo, difiere dentro de Demospongia porque las cámaras de los coanocitos es distinta. Se ha descubierto que C. aculeata tiene una relación simbiótica con Ophiothrix lineata. Investigaciones recientes han sugerido que esta relación puede ser más parasitaria ya que los ofiuroideos se alimentan de larvas de esponja, lo que resulta en una disminución de la aptitud de la esponja. Los factores limitantes de la población de ofiuroideos no están claros, pero se ha encontrado depredación de larvas en el 85% de las esponjas que contienen la presencia de ofiuroideos.
Entre la clase Demospongiae, los esqueletos están formados principalmente por espongina. La espongina es el componente principal que forma el esqueleto de la esponja. Si bien las esponjas carecen de sistemas de órganos definidos, el tejido está compuesto de pinacocitos y coanocitos, dos tipos de células en la superficie de la esponja. En términos de estructura, las esponjas erectas ramificadas grandes son propensas a volcarse durante las tormentas, mientras que las esponjas más pequeñas permanecieron con mayor cantidad de biomasa después de las tormentas. En los huracanes, se descubrió que las esponjas sobrevivientes tenían sílice distinto en sus esqueletos de fibra. 
Las esponjas son hermafroditas y los miembros de Demospongiae pueden desarrollar larvas producidas sexualmente a partir de fragmentos asexuales. La fragmentación asexual ocurre cuando una especie se divide en segmentos más pequeños y las esponjas pueden tener más éxito en la reproducción asexual, porque no necesitan larvas generadas sexualmente. Además, pueden propagarse a través de áreas más grandes más rápidamente, por lo que aumenta su tasa de dispersión. Teniendo en cuenta las circunstancias ambientales, las esponjas pueden sufrir fragmentación como estrategia de supervivencia en estados perturbados.

## Alimentación
Dentro de la interacción entre los ofiuroideos y la esponja de arrecife, las estrategias de alimentación de depósito de Ophiothrix lineata podrían aumentar el crecimiento y la reproducción dentro de Callyspongia vaginalis. Sin embargo, un estudio mostró que esta relación puede no ser completamente cierta, ya que O. lineata se alimenta de larvas de esponja.
La diferencia en las cámaras de coanocitos dentro de Demospongia da como resultado diferentes estrategias para la captura de alimentos. En Callyspongia diffusa se ha descubierto que los coanocitos son los principales en la captura de partículas antes de digerirlas. Las células del mesohilo son las encargadas de digerir los alimentos.
Como la historia evolutiva de Callyspongia aculeata no está clara, a través de la investigación de especies del género Callyspongia se pueden hacer esfuerzos para encontrar funciones y estrategias de alimentación posiblemente similares. Además, la investigación puede ayudar a crear un posible análisis más detallado de los procesos anatómicos y las células de esta especie de esponja.